# Nikolas Špalek
Nikolas Špalek (Šaľa, 12 febbraio 1997) è un calciatore slovacco, centrocampista o attaccante del Komárno.

## Caratteristiche tecniche
È un trequartista, dotato di una buona rapidità, abile tecnicamente, può essere impiegato anche in attacco, giocando come seconda punta.

## Carriera

### Club

#### Nitra
Nato a Šaľa, inizia a giocare a calcio nel Nitra, squadra dell'omonima città, nelle vicinanze della sua città natale, in massima serie. Debutta a 17 anni appena compiuti, il 1º marzo 2014, giocando titolare nella sfida di campionato pareggiata per 0-0 sul campo dello Spartak Trnava. In tre mesi di prima squadra gioca 12 volte, non riuscendo ad evitare però la retrocessione in 2. Liga.

#### Spartak Trnava
A luglio 2014 si trasferisce allo Spartak Trnava, rimanendo in Superliga. Fa il suo esordio in rossonero il 3 luglio nell'andata del primo turno di qualificazione all'Europa League, in trasferta a Malta contro l'Hibernians, giocando titolare e vincendo per 4-2. Segna il suo primo e unico gol il 28 agosto nel ritorno dei play-off, sempre in Europa League, in Svizzera contro lo Zurigo, realizzando l'1-1 al 92', rete che non basta alla sua squadra per qualificarsi ai gironi in virtù della sconfitta per 3-1 in casa dell'andata. Va via dopo mezza stagione in cui raccoglie 23 presenze e 1 gol in prima squadra e 2 nella squadra B in seconda serie.

#### Žilina
Nel mercato invernale del 2015 passa allo Žilina, debuttando il 27 febbraio nel successo per 2-0 in trasferta contro lo Slovan Bratislava in campionato, quando entra al 71'. Nella stagione successiva va a segno per la prima volta: è autore del gol del 2-1 al 60' nella vittoria in rimonta per 4-1 del 23 settembre 2015 sul campo dell'AS Trenčín in Superliga.

#### Brescia
Il 22 gennaio 2018 viene acquistato a titolo definitivo dal Brescia in Serie B, per 1,5 milioni di euro, con il quale firma un contratto fino al giugno 2021. Il 18 febbraio successivo, sigla la sua prima rete con la maglia delle rondinelle nella partita interna vinta per 3-1 contro la Ternana.
La stagione successiva, il 26 dicembre trova il gol che apre le marcature nel derby con la Cremonese, vinto per 3-2. A fine stagione, vince il campionato: suo primo trofeo in carriera.
Conferma in massima serie (campionato in cui esordisce il 25 agosto 2019 nel successo esterno contro il Cagliari), il 25 settembre 2019 rinnova il suo contratto con il club lombardo fino al 2022. Il 14 dicembre dello stesso anno, segna il suo primo gol nella massima serie italiana, nella partita interna contro il Lecce, siglando la marcatura del definitivo 3-0 delle rondinelle. Il 14 luglio 2020 ritrova il gol nella sconfitta per 6-2 in casa dell'Atalanta.
Dopo la retrocessione del Brescia, lo Slovacco viene confermato in Serie B. Segna il primo gol stagionale il 12 dicembre nel successo sulla Salernitana (3-1), per poi ripetersi tre giorni dopo contro il Pordenone (1-1). Tuttavia, da qui fino a fine campionato non segnerà più.
Con l'arrivo di Inzaghi, nella stagione 2021-22 trova poco spazio. Esordisce il 23 ottobre subentrando al 79' proprio nel derby con la Cremonese, dove troverà il gol dell'1-0 finale cinque minuti dopo. Tralasciando questo exploit, Spalek non troverà più la via del gol e quel gol sarà l'ultimo con le Rondinelle, tanto che nel 2022 non scenderà mai in campo con la maglia del Brescia.
Si svincolerà così dopo più di quattro anni con il Brescia, nei quali è riuscito a segnare 9 reti in 107 presenze.

#### Backa Topola
Il 12 agosto 2022 viene ingaggiato dal Backa Topola, squadra militante nel massimo campionato Serbo. Tuttavia, dopo sole 6 presenze lascerà la squadra a febbraio.

#### MTK Budapest
Il 10 febbraio 2023, firma con l'MTK Budapest, militante nel massimo campionato Ungherese.

### Nazionale
Inizia a giocare nelle Nazionali giovanili slovacche a 15 anni, nel 2012, disputando due amichevoli con l'Under-15 e una con l'Under-16. Nello stesso anno passa in Under-17, giocando, fino al 2013, 16 gare e segnando 3 reti, e disputando fra l'altro l'Europeo 2013 in casa, nel quale viene eliminato in semifinale dall'Italia e il Mondiale dello stesso anno negli Emirati Arabi Uniti, nel quale esce agli ottavi contro l'Uruguay. Nel 2014 gioca un'amichevole con l'Under-18. Tra 2014 e 2016 gioca in Under-19, disputando 15 gare, di cui 11 nelle qualificazioni agli Europei di categoria 2015 e 2016, e realizzando 2 gol. Nel giugno 2014 debutta in Under-21, in amichevole contro la Svezia. Due anni dopo rientra a far parte della selezione, trovando l'esordio ufficiale l'11 ottobre, in trasferta ad Alanya contro la Turchia, nelle qualificazioni all'Europeo 2017, con la qualificazione già ottenuta nella partita precedente, quando entra all'intervallo della sfida pareggiata per 1-1.

## Statistiche

### Presenze e reti nei club
Statistiche aggiornate al 18 aprile 2024.
| Stagione            | Squadra             | Campionato          | Campionato | Campionato | Coppe nazionali | Coppe nazionali | Coppe nazionali | Coppe continentali | Coppe continentali | Coppe continentali | Altre coppe | Altre coppe | Altre coppe | Totale | Totale | Totale |
| Stagione            | Squadra             | Comp                | Pres       | Reti       | Comp            | Pres            | Reti            | Comp               | Pres               | Reti               | Comp        | Pres        | Reti        | Pres   | Reti   |        |
| ------------------- | ------------------- | ------------------- | ---------- | ---------- | --------------- | --------------- | --------------- | ------------------ | ------------------ | ------------------ | ----------- | ----------- | ----------- | ------ | ------ | ------ |
| 2013-2014           | Nitra               | SL                  | 12         | 0          | CS              | 0               | 0               | -                  | -                  | -                  | -           | -           | -           | 12     | 0      |        |
| 2014-gen. 2015      | Spartak Trnava II   | 2.L                 | 2          | 0          | -               | -               | -               | -                  | -                  | -                  | -           | -           | -           | 2      | 0      |        |
| 2014-gen. 2015      | Spartak Trnava      | SL                  | 14         | 0          | CS              | 2               | 0               | UEL                | 7                  | 1                  | -           | -           | -           | 23     | 1      |        |
| gen.-giu. 2015      | Žilina II           | 2.L                 | 7          | 3          | -               | -               | -               | -                  | -                  | -                  | -           | -           | -           | 7      | 3      |        |
| 2015-2016           | Žilina II           | 2.L                 | 3          | 1          | -               | -               | -               | -                  | -                  | -                  | -           | -           | -           | 3      | 1      |        |
| 2016-2017           | Žilina II           | 2.L                 | 1          | 0          | -               | -               | -               | -                  | -                  | -                  | -           | -           | -           | 1      | 2      |        |
| Totale Žilina II    | Totale Žilina II    | Totale Žilina II    | 11         | 4          |                 | -               | -               |                    | -                  | -                  |             | -           | -           | 11     | 4      |        |
| gen.-giu. 2015      | Žilina              | SL                  | 8          | 0          | CS              | -               | -               | -                  | -                  | -                  | -           | -           | -           | 8      | 0      |        |
| 2015-2016           | Žilina              | SL                  | 27         | 5          | CS              | 5               | 1               | UEL                | 7                  | 0                  | -           | -           | -           | 39     | 6      |        |
| 2016-2017           | Žilina              | SL                  | 31         | 9          | CS              | 4               | 1               | -                  | -                  | -                  | -           | -           | -           | 35     | 10     |        |
| 2017-gen. 2018      | Žilina              | SL                  | 19         | 4          | CS              | 0               | 0               | UCL                | 2                  | 1                  | -           | -           | -           | 21     | 4      |        |
| Totale Žilina       | Totale Žilina       | Totale Žilina       | 85         | 18         |                 | 9               | 2               |                    | 9                  | 1                  |             | -           | -           | 103    | 21     |        |
| gen.-giu. 2018      | Brescia             | B                   | 15         | 2          | CI              | -               | -               | -                  | -                  | -                  | -           | -           | -           | 15     | 2      |        |
| 2018-2019           | Brescia             | B                   | 28         | 2          | CI              | 1               | 0               | -                  | -                  | -                  | -           | -           | -           | 29     | 2      |        |
| 2019-2020           | Brescia             | A                   | 25         | 2          | CI              | 1               | 0               | -                  | -                  | -                  | -           | -           | -           | 26     | 2      |        |
| 2020-2021           | Brescia             | B                   | 25+1       | 2          | CI              | 1               | 0               | -                  | -                  | -                  | -           | -           | -           | 27     | 2      |        |
| 2021-2022           | Brescia             | B                   | 9          | 1          | CI              | 1               | 0               | -                  | -                  | -                  | -           | -           | -           | 10     | 1      |        |
| Totale Brescia      | Totale Brescia      | Totale Brescia      | 102+1      | 9          |                 | 4               | 0               |                    | -                  | -                  |             | -           | -           | 107    | 9      |        |
| 2022-feb. 2023      | TSC Bačka Topola    | SL                  | 6          | 0          | CS              | 2               | 0               | -                  | -                  | -                  | -           | -           | -           | 8      | 0      |        |
| feb.-giu. 2023      | MTK Budapest        | NB2                 | 4          | 0          | -               | 0               | 0               | -                  | -                  | -                  | -           | -           | -           | 4      | 0      |        |
| 2023-2024           | MTK Budapest        | NB1                 | 11         | 0          | CU              | 2               | 0               | -                  | -                  | -                  | -           | -           | -           | 13     | 0      |        |
| Totale MTK Budapest | Totale MTK Budapest | Totale MTK Budapest | 15         | 0          |                 | 2               | 0               |                    | -                  | -                  |             | -           | -           | 17     | 0      |        |
| Totale carriera     | Totale carriera     | Totale carriera     | 247+1      | 31         |                 | 19              | 2               |                    | 16                 | 1                  |             | -           | -           | 283    | 34     |        |

### Cronologia presenze e reti in nazionale
| Cronologia completa delle presenze e delle reti in nazionale ― Slovacchia under 21 | Cronologia completa delle presenze e delle reti in nazionale ― Slovacchia under 21 | Cronologia completa delle presenze e delle reti in nazionale ― Slovacchia under 21 | Cronologia completa delle presenze e delle reti in nazionale ― Slovacchia under 21 | Cronologia completa delle presenze e delle reti in nazionale ― Slovacchia under 21 | Cronologia completa delle presenze e delle reti in nazionale ― Slovacchia under 21 | Cronologia completa delle presenze e delle reti in nazionale ― Slovacchia under 21 | Cronologia completa delle presenze e delle reti in nazionale ― Slovacchia under 21 |
| Data                                                                               | Città                                                                              | In casa                                                                            | Risultato                                                                          | Ospiti                                                                             | Competizione                                                                       | Reti                                                                               | Note                                                                               |
| ---------------------------------------------------------------------------------- | ---------------------------------------------------------------------------------- | ---------------------------------------------------------------------------------- | ---------------------------------------------------------------------------------- | ---------------------------------------------------------------------------------- | ---------------------------------------------------------------------------------- | ---------------------------------------------------------------------------------- | ---------------------------------------------------------------------------------- |
| 9-6-2014                                                                           | Trelleborg                                                                         | Svezia under 21                                                                    | 1 – 0                                                                              | Slovacchia under 21                                                                | Amichevole                                                                         | -                                                                                  | 84’                                                                                |
| 5-6-2016                                                                           | Sutton                                                                             | Inghilterra under 21                                                               | 3 – 4                                                                              | Slovacchia under 21                                                                | Amichevole                                                                         | -                                                                                  | 46’                                                                                |
| 2-9-2016                                                                           | Kassel                                                                             | Germania under 21                                                                  | 3 – 0                                                                              | Slovacchia under 21                                                                | Amichevole                                                                         | -                                                                                  | 46’                                                                                |
| 11-10-2016                                                                         | Alanya                                                                             | Turchia under 21                                                                   | 1 – 1                                                                              | Slovacchia under 21                                                                | Qual. Europeo Under-21 2017                                                        | -                                                                                  | 46’                                                                                |
| 24-3-2017                                                                          | Karviná                                                                            | Rep. Ceca under 21                                                                 | 4 – 1                                                                              | Slovacchia under 21                                                                | Amichevole                                                                         | -                                                                                  | 46’                                                                                |
| 28-3-2017                                                                          | Senec                                                                              | Slovacchia under 21                                                                | 2 – 1                                                                              | Serbia under 21                                                                    | Amichevole                                                                         | -                                                                                  | 46’                                                                                |
| 1-9-2017                                                                           | Tallinn                                                                            | Estonia under 21                                                                   | 1 – 2                                                                              | Slovacchia under 21                                                                | Qual. Europeo Under-21 2019                                                        | -                                                                                  | 70’                                                                                |
| 5-9-2017                                                                           | Senec                                                                              | Slovacchia under 21                                                                | 1 – 0                                                                              | Irlanda del Nord under 21                                                          | Amichevole                                                                         | -                                                                                  | 70’                                                                                |
| 10-10-2017                                                                         | Poprad                                                                             | Slovacchia under 21                                                                | 1 – 4                                                                              | Spagna under 21                                                                    | Qual. Europeo Under-21 2019                                                        | -                                                                                  | 81’                                                                                |
| 14-11-2017                                                                         | Cartagena                                                                          | Spagna under 21                                                                    | 5 – 1                                                                              | Slovacchia under 21                                                                | Qual. Europeo Under-21 2019                                                        | -                                                                                  | 68’                                                                                |
| 23-3-2018                                                                          | Tirana                                                                             | Albania under 21                                                                   | 2 – 3                                                                              | Slovacchia under 21                                                                | Qual. Europeo Under-21 2019                                                        | 1                                                                                  | 77’                                                                                |
| 27-3-2018                                                                          | Žilina                                                                             | Slovacchia under 21                                                                | 4 – 1                                                                              | Albania under 21                                                                   | Qual. Europeo Under-21 2019                                                        | -                                                                                  |                                                                                    |
| 6-9-2018                                                                           | Dunajská Streda                                                                    | Slovacchia under 21                                                                | 3 – 0                                                                              | Italia under 21                                                                    | Amichevole                                                                         | -                                                                                  | 46’                                                                                |
| 11-9-2018                                                                          | Reykjavík                                                                          | Islanda under 21                                                                   | 2 – 3                                                                              | Slovacchia under 21                                                                | Qual. Europeo Under-21 2019                                                        | -                                                                                  | 83’                                                                                |
| 16-10-2018                                                                         | Belfast                                                                            | Irlanda del Nord under 21                                                          | 1 – 0                                                                              | Slovacchia under 21                                                                | Qual. Europeo Under-21 2019                                                        | -                                                                                  | 58’                                                                                |
| Totale                                                                             |                                                                                    | Presenze                                                                           | 15                                                                                 |                                                                                    | Reti                                                                               | 1                                                                                  |                                                                                    |

## Palmarès

### Club

#### Competizioni nazionali
- Campionato italiano di Serie B: 1

Brescia: 2018-2019